# Naledi (Freistaat)

Gemeindegebiet bis 2016

Naledi (englisch Naledi Local Municipality) war eine Lokalgemeinde  im Distrikt Xhariep der südafrikanischen Provinz Freistaat. Der Sitz der Gemeindeverwaltung befand sich in Dewetsdorp. Jonny Makitle war der letzte Bürgermeister.
Die Lokalgemeinde war benannt nach dem Sesotho-Wort für „Stern“ und sollte das Streben nach einer helleren und wohlhabenden Zukunft symbolisieren.
Im Jahr 2011 betrug die Zahl der Einwohner 24.314 Personen auf einer Gesamtfläche von 3424 km².
Bis 2011 gehörte die Gemeinde zum Distrikt Motheo und zwischenzeitlich zu Xhariep. 2016 kam sie zur Metropolgemeinde Mangaung.

## Städte und Ortschaften
- Dewetsdorp
- Wepener
- Vanstadensrus